# 帕绍
帕绍（德語：Passau，德語：[ˈpasaʊ] ⓘ），是德国巴伐利亚州东部的一座非县辖城市，位于德国与奥地利的边境，多瑙河、因河和伊尔茨河的交汇处，因此也被称为“三河城”（德語：Dreiflüssestadt）。帕绍也是一座大学城，5万人口中1万2为帕绍大学学生。

## 历史
古代为凯尔特人的拓垦地，公元一世纪罗马人在此建立雷蒂亚行省军事要塞之一。公元六世纪巴伐利亚人占据了此地，并在半岛上建立了一个公爵城堡。739年帕绍建立了天主教主教区。1225年获得城市权。1552年斐迪南大公代表查理五世在该市签订了宽容新教的《帕绍合约》，这导致了1555年的《奥格斯堡和约》的签订。1662一场火灾将整个城市夷为平地。1860年通铁路。1892年至1894年希特勒曾在此居住。二战结束初期，该市挤满了来自原西里西亚地区和原波希米亚地区的德国难民。该市历史上多次被洪水肆虐。

## 外部連結
- 帕绍政府网站 （页面存档备份，存于）